# Stripes Promontory
Stripes Promontory är en udde i Antarktis. Den ligger i Östantarktis. Nya Zeeland gör anspråk på området.
Terrängen inåt land är platt västerut, men österut är den kuperad. Trakten är glest befolkad. Närmaste befolkade plats är Enigma Lake Station, 18,7 kilometer nordost om Stripes Promontory.